# Nina Selivanova
Nina Selivanova (ur. 1886, zm. 7 listopada 1953) – amerykańska historyk rosyjskiego pochodzenia. 
Przyjechała do Stanów Zjednoczonych z carskiej Rosji. Zajmowała się historią rosyjskich kobiet. 

## Wybrane publikacje
- Russia's Women, New York 1923.
- The World of Roerich , New York 1924.
- Dining & Wining in Old Russia, New York 1933.